# Vĩnh Quới
Vĩnh Quới là một xã thuộc thị xã Ngã Năm, tỉnh Sóc Trăng, Việt Nam.

## Địa lý
Xã Vĩnh Quới nằm ở phía tây thị xã Ngã Năm, có vị trí địa lý:
- Phía đông giáp Phường 1 và Phường 2
- Phía tây giáp tỉnh Bạc Liêu
- Phía nam giáp Phường 3
- Phía bắc giáp tỉnh Hậu Giang.

Xã Vĩnh Quới có diện tích 31 km², dân số năm 2022 là 14.786 người, mật độ dân số đạt 476 người/km².

## Hành chính
Xã Vĩnh Quới được chia thành 8 ấp: Vĩnh Đồng, Vĩnh Hòa, Vĩnh Kiên, Vĩnh Phong, Vĩnh Thanh, Vĩnh Thành, Vĩnh Thuận, Vĩnh Trung.

## Lịch sử
Dưới thời Việt Nam Cộng hòa, Vĩnh Quới là một xã thuộc quận Ngã Năm, tỉnh Ba Xuyên.
Sau năm 1975, quận Ngã Năm bị giải thể, địa bàn sáp nhập vào huyện Thạnh Trị. Đồng thời, chính quyền tách một phần diện tích và dân số của xã Vĩnh Quới để thành lập thị trấn Ngã Năm thuộc huyện Thạnh Trị.
Ngày 21 tháng 4 năm 1979, Hội đồng Chính phủ ban hành Quyết định số 174-CP về việc chia xã Vĩnh Quới thành xã Vĩnh Quới và xã Vĩnh Biên.
Ngày 31 tháng 10 năm 2003, Chính phủ ban hành Nghị định 127/2003/NĐ-CP về việc chuyển xã Vĩnh Quới thuộc huyện Thạnh Trị về huyện Ngã Năm mới thành lập quản lý.
Từ ngày 29 tháng 12 năm 2013, Chính phủ ban hành Nghị quyết số 133/NQ-CP về việc thành lập thị xã Ngã Năm thuộc tỉnh Sóc Trăng. Xã Vĩnh Quới trực thuộc thị xã Ngã Năm.